# Alexander Nikolajewitsch Switow
Alexander Nikolajewitsch Switow (russisch Александр Николаевич Свитов; * 3. November 1982 in Omsk, Russische SFSR) ist ein ehemaliger russischer Eishockeyspieler, der sowohl in der National Hockey League als auch der Kontinentalen Hockey-Liga unter Vertrag stand. Mit Salawat Julajew Ufa und dem Ak Bars Kasan gewann er jeweils den Gagarin-Pokal.

## Karriere

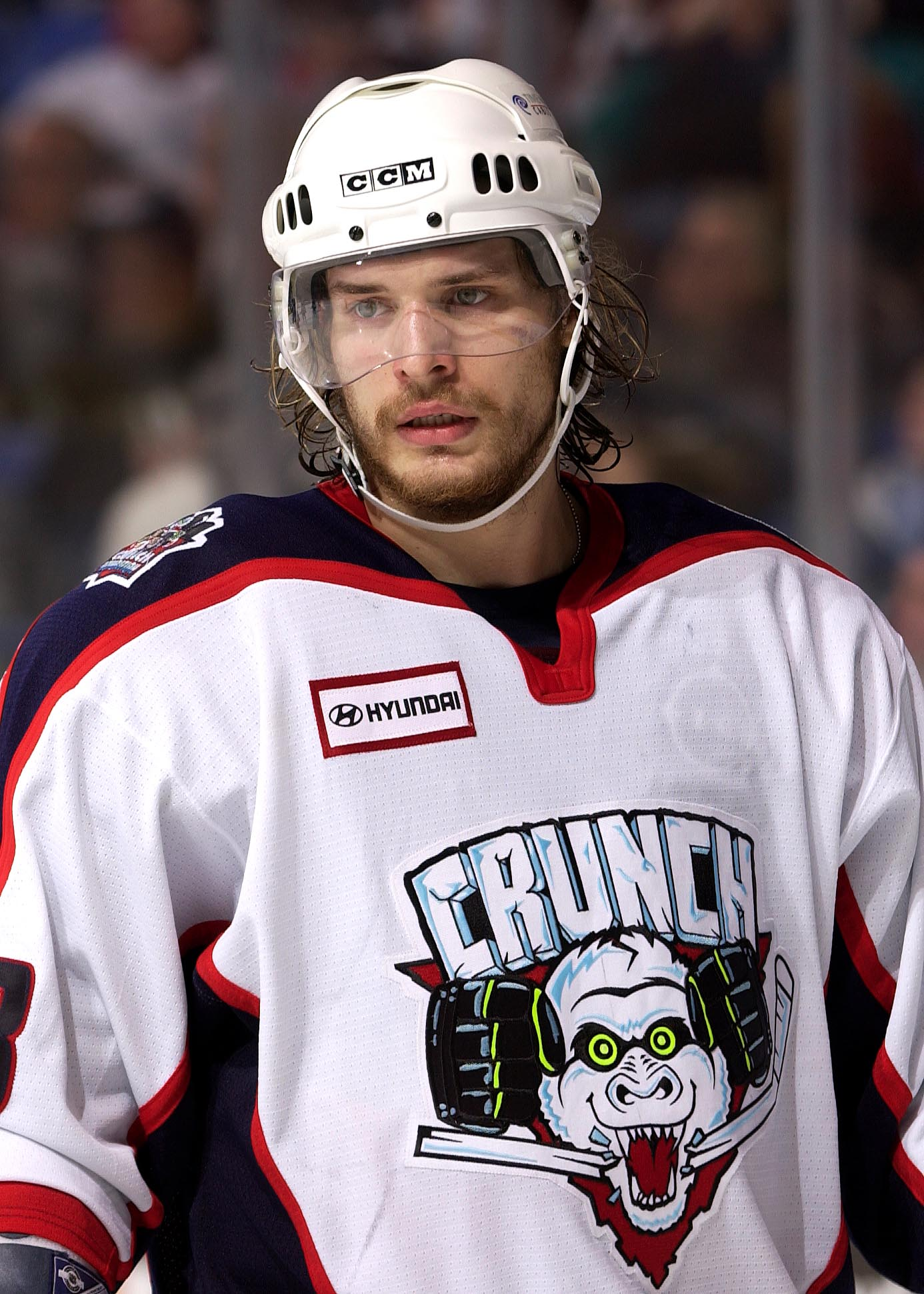
Alexander Switow (2004)

Alexander Switow stammt aus der Eishockeyschule von HK Awangard Omsk. Während der Saison 1998/99 debütierte er im Alter von 15 Jahren im Farmteam von Omsk, Awangard WDW. In nur 27 Spielen erzielte er 15 Tore und 8 Assists, so dass er für ein Playoff-Spiel in den Superliga-Kader von Awangard berufen wurde. In der folgenden Spielzeit erhielt er mehr Eiszeit in der ersten Mannschaft und brachte es in 19 Saisonspielen auf 6 Scorerpunkte. Parallel dazu spielte er weiter für Awangard WDW in der Perwaja Liga, wobei er in 14 Spielen insgesamt 22 Scorerpunkte sammelte.
Während der Saison 2000/01 etablierte er sich endgültig in der ersten Mannschaft, wobei er nicht nur als Scorer, sondern auch mit seiner physischen Präsenz auffiel. In 32 Spielen der Hauptrunde sammelte er 111 Strafminuten, erzielte aber auch 12 Scorerpunkte. Mit Awangard erreichte er das Playoff-Finale, in dem sein Team dem HK Metallurg Magnitogorsk mit 2:4 unterlag.
Während des NHL Entry Draft 2001 wurde Switow in der ersten Runde an dritter Stelle von den Tampa Bay Lightning ausgewählt. Im August 2001 unterschrieb er einen Einstiegsvertrag für die National Hockey League, der ihm verbot, weiter in der Superliga zu spielen. Zunächst kam er danach beim Farmteam Awangard WDW, das der russischen Luftwaffe untersteht, zum Einsatz. Im Oktober 2001 erhielt er Tampas Erlaubnis, wieder in der Superliga zu spielen. Kurz vor einem Superliga-Spiel in Moskau wurden Switow, Kirill Kolzow und Stanislaw Tschistow durch eine Einheit der russischen Militärpolizei abgeholt und gezwungen, ihren Militärdienst anzutreten. Im Rahmen dessen wurden die Spieler Switow und Tschistow zum HK ZSKA Moskau delegiert, bei denen sie in wenigen Spielen eingesetzt wurden.
Nach Ableistung seines Militärdienstes wechselte Switow im Sommer 2002 nach Nordamerika. Hier debütierte er in der Saison 2002/03 für Tampa in der NHL und konnte in 63 Spielen acht Punkte erreichen. Während der Saison 2003/04 kam er meist bei den Hamilton Bulldogs in der American Hockey League zum Einsatz und lief nur in elf NHL-Spielen für Tampa auf. Im Januar 2004 wurde er an die Columbus Blue Jackets abgegeben, während Tampa im Gegenzug Darryl Sydor und ein Wahlrecht für den NHL Entry Draft 2004 erhielt. Für die Jackets absolvierte er bis Saisonende weiter 29 NHL-Partien, in denen er acht Scorerpunkte sammelte.
Den Lockout der NHL-Saison 2004/05 verbrachte er bei den Syracuse Crunch in der AHL und nahm am AHL All-Star Classic teil. Zur Saison 2005/06 kehrte er für eine Spielzeit in die russische Superliga zu Awangard Omsk zurück. Mit Awangard erreichte er das Playoff-Finale 2006, in dem sein Team Ak Bars Kasan mit 0:3 unterlag. Switow steuerte zum Vizemeistertitel insgesamt 15 Scorerpunkte bei, sammelte aber auch 152 Strafminuten.

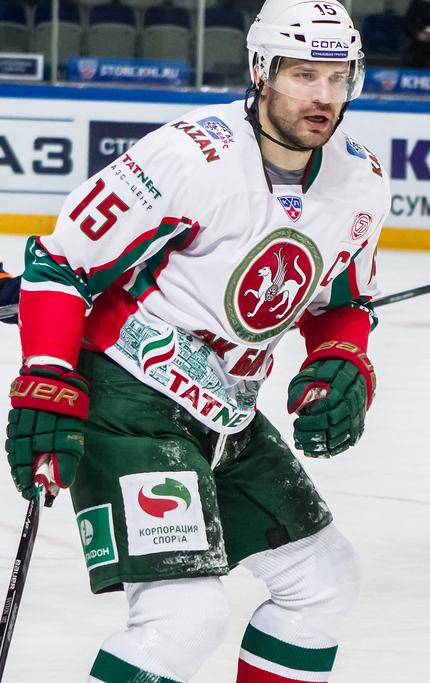
Alexander Switow als Kapitän von Ak Bars Kasan (2014)

Zur Saison 2006/07 kehrte er mit einem Einjahresvertrag zu den Jackets in die National Hockey League zurück. In 76 Spielen der Hauptrunde sammelte er 18 Scorerpunkte und 145 Strafminuten für die Jackets, die die Playoffs verpassten. Anfang Juli 2007 unterzeichnete Switow einen neuen Zweijahresvertrag über eine Million US-Dollar pro Saison bei den Blue Jackets. Sechs Wochen später unterzeichnete er einen weiteren Vertrag, diesmal mit Awangard Omsk und einer Laufzeit über drei Jahre. Da es zu diesem Zeitpunkt kein gültiges Transferabkommen zwischen Superliga und NHL gab, erwirkte die NHL ein internationales Startverbot bei Wettbewerben der IIHF für Switow und einige weitere Spieler.
In den folgenden drei Spielzeiten stand er für Omsk in der Superliga und deren Nachfolgeliga KHL als Mannschaftskapitän auf dem Eis. Dabei erzielte er pro Saison um die 20 Scorerpunkte, fiel aber vor allem durch viele Strafzeiten auf. Anfang Juli 2010 wurde Switow von Salawat Julajew Ufa verpflichtet. Mit seinem neuen Team gewann er am Ende der Saison 2010/11 den Gagarin-Pokal.
Im Juni 2013 wurde Switow vom Ak Bars Kasan verpflichtet und agierte dort zunächst als Assistenzkapitän, ab 2014 dann als Mannschaftskapitän. 
Mit Ak Bars gewann er 2018 den Gagarin-Pokal und wurde damit auch russischer Meister. Zu diesem Erfolg trug er im Saisonverlauf insgesamt 14 Scorerpunkte bei. Nach einer eher erfolglosen Saison 2018/19, die auch von Verletzungen geprägt war, verließ er den Klub aus Tatarstan und unterschrieb im Juni 2019 einen Vertrag bei Lokomotive Jaroslawl. Dort beendete er 2020 seine Karriere.

### International

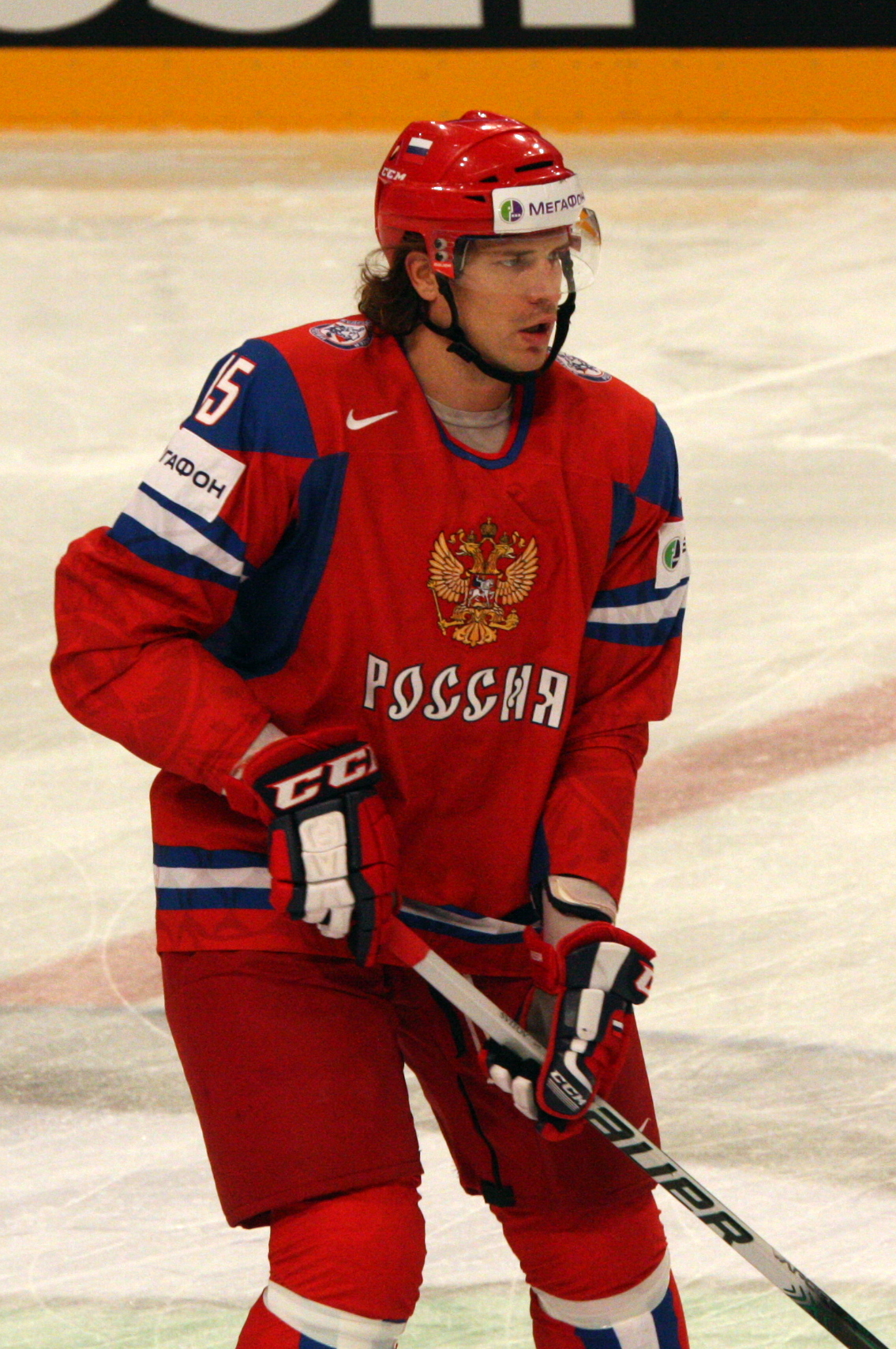
Alexander Switow bei der Weltmeisterschaft 2012

Switow vertrat sein Heimatland bei der U18-Junioren-Weltmeisterschaft 2000 sowie den U20-Junioren-Weltmeisterschaften der Jahre 2001 und 2002. Bei der U18-Junioren-Weltmeisterschaft errang Switow mit dem Team die Silbermedaille und war mit acht Punkten hinter Jegor Schastin bester Scorer der russischen Mannschaft. Nachdem die Russen bei der U20-Junioren-Weltmeisterschaft 2001 den siebten Rang belegt hatten, gewannen sie im Jahr darauf die Goldmedaille. Bei beiden Turnieren erhielt der Stürmer die meisten Strafminuten aller Spieler.
Für die Seniorenauswahl der Sbornaja kam Switow im Rahmen der Euro Hockey Tour 2009/10, 2010/11 und 2011/12 zu ersten Einsätzen, ehe er bei der Herren-Weltmeisterschaft 2012 für das Nationalteam debütierte und die Goldmedaille gewann. Anschließend spielte er 2012/13 erneut bei der Euro Hockey Tour. Auch bei der Weltmeisterschaft 2013 spielte er für Russland und belegte mit seiner Mannschaft den sechsten Platz. Bei den Olympischen Winterspielen 2014 in Sotschi gehörte er zwar zum russischen Kader, wurde aber nicht eingesetzt.

## Erfolge und Auszeichnungen
| - 2001 Russischer Vizemeister mit dem HK Awangard Omsk - 2003 Teilnahme am NHL YoungStars Game - 2005 Teilnahme am AHL All-Star Classic | - 2006 Russischer Vizemeister mit dem HK Awangard Omsk - 2011 Gagarin-Pokal-Gewinn mit Salawat Julajew Ufa - 2018 Gagarin-Pokal-Gewinn und russischer Meister mit Ak Bars Kasan |

### International
- 2000 Silbermedaille bei der U18-Junioren-Weltmeisterschaft
- 2002 Goldmedaille bei der U20-Junioren-Weltmeisterschaft
- 2012 Goldmedaille bei der Weltmeisterschaft

## Karrierestatistik

### International
Vertrat Russland bei:
- U18-Junioren-Weltmeisterschaft 2000
- U20-Junioren-Weltmeisterschaft 2001
- U20-Junioren-Weltmeisterschaft 2002
- Herren-Weltmeisterschaft 2012
- Herren-Weltmeisterschaft 2013

(Legende zur Spielerstatistik: Sp oder GP = absolvierte Spiele; T oder G = erzielte Tore; V oder A = erzielte Assists; Pkt oder Pts = erzielte Scorerpunkte; SM oder PIM = erhaltene Strafminuten; +/− = Plus/Minus-Bilanz; PP = erzielte Überzahltore; SH = erzielte Unterzahltore; GW = erzielte Siegtore; 1 Play-downs/Relegation; Kursiv: Statistik nicht vollständig)